# المدراس الانجليزية الحديثة (الأردن)
المدرسة الإنجليزية الحديثة (NES) هي مدرسة ثنائية اللغة (الانجليزية والعربية) تقع في عمان، الأردن، وتقوم بتدريس مستويات A و GCSE الدولية.

## الملف الشخصي للمدرسة
تدرس المدرسة الانجليزية الحديثة المستويات العلمية من الروضة إلى القسم الثانوي وذلك يشمل الاقسام التالية أقسام رئيسية وهي: روضة الأطفال، والمدرسة الابتدائية، والمدرسة الإعدادية، والقسم الثانوي. وتدرس أيضا المدرسة عددًا صغيرًا من التلاميذ الذين يعانون من متلازمة حساسية إرلن العكسية وهو اضطراب إدراكي بصري يؤثر بشكل أساسي على القراءة والكتابة.

### منهاج دراسي
تبعا للنظام البريطاني، يدرس طلاب المدرسة الثانوية، في الصفيت التاسع والعاشر، مناهج موضوعة في مجموعة بواسطة اختبارات كامبردج الدولية، ويتم أعدادهم لامتحانات الشهادة العامة الدولية للتعليم الثانوي (IGCSE).
IGCSE هو معادل دولي لاختبارات التي يتقدم بها الطلاب في المدارس في إنجلترا وويلز لعمر 16 وما فوق. ويتم تعيين هذه الاختبارات وإدارتها وتصحيحها من قبل مجالس الامتحانات في الجامعات ومنها جامعة لندن.
يشمل برنامج الطلاب في هذا المستوى على دراسة وفحص الزامي للغة الانجليزية والرياضيات والعربية والدين وتكنولوجيا المعلومات والتربية البدنية وذلك بالإضافة إلى خمسة مواد يتم اختيارها من مجموعات تشمل الفيزياء وعلم الأحياء والكيمياء والأدب الإنجليزي والفرنسية والاقتصاد والأعمال، دراسات كمبيوتر، تنمية الطفل، دراما وفنون.

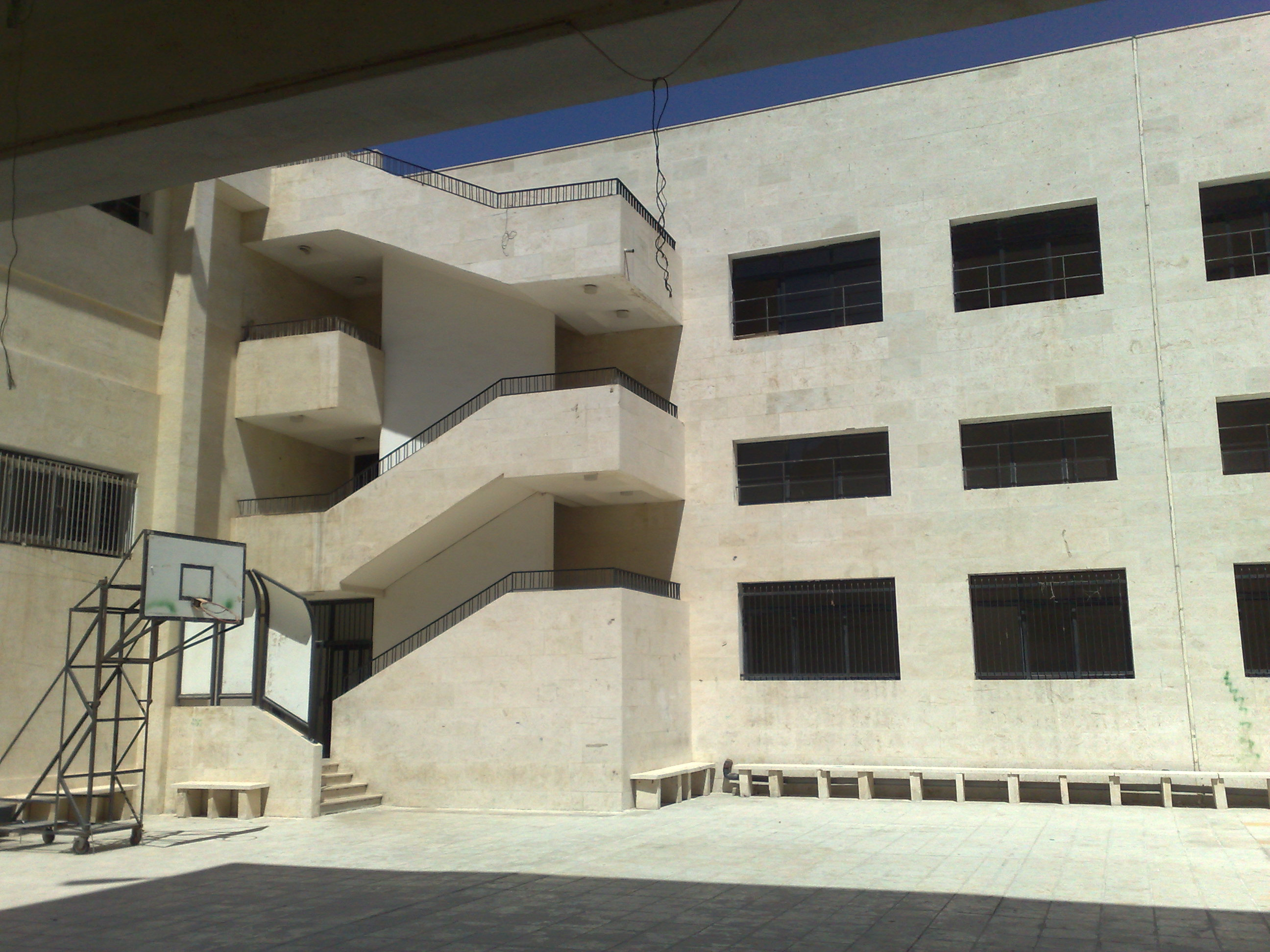
داخل المدرسة الثانوية

عند الانتهاء بنجاح من ست امتحانات على الاقل، ينتقل الطلاب إلى برنامج الشهادة العامة للمستوى المتقدم، وذلك يشمل عامين آخرين من الدراسة تبعا للمناهج التي تضعها الجامعات: كامبريدج وجامعة لندن. عادةً يأخذ الطلاب مادتين أو ثلاثة في هذا المستوى وقد يستطيع أخذ أربع مواد ولكن هناك شرط لذلك. في الصف الحادي عشر، يتبع الطلاب لعناصر  A-S  وتمثل نصف دورة المستوى “A” وفي الصف الثاني عشر يتبعون عناصر A2 وتشمل النصف الآخر من المستوى “A” .
يشمل هذا البرنامج أيضا على دورات في الدين وتكنولوجيا المعلومات واللغة الانجليزية والتواصل والحساب والتربية البدينة.
من أجل معادلة شهادة الثانوية العامة من وزارة التربية والتعليم في الأردن، يجب على الطالب ان يجتاز ما لا يقل عن ستة مستويات IGCSE في الصف D أو أعلى بالإضافة إلى مستويين A على الأقل في الصفوف من A إلى E. 
يقوم معظم طلاب مدرسة الانجليزية الحديثة باستكمال دراستهم في جامعات المملكة المتحدة والولايات المتحدة وكندا والأردن، بينما يكمل عدد قليل الدراسة في الجامعات اللبنانية. 
يعتمد المنهج على معايير الولايات المتحدة الأساسية المشتركة.

### نشاطات خارجية

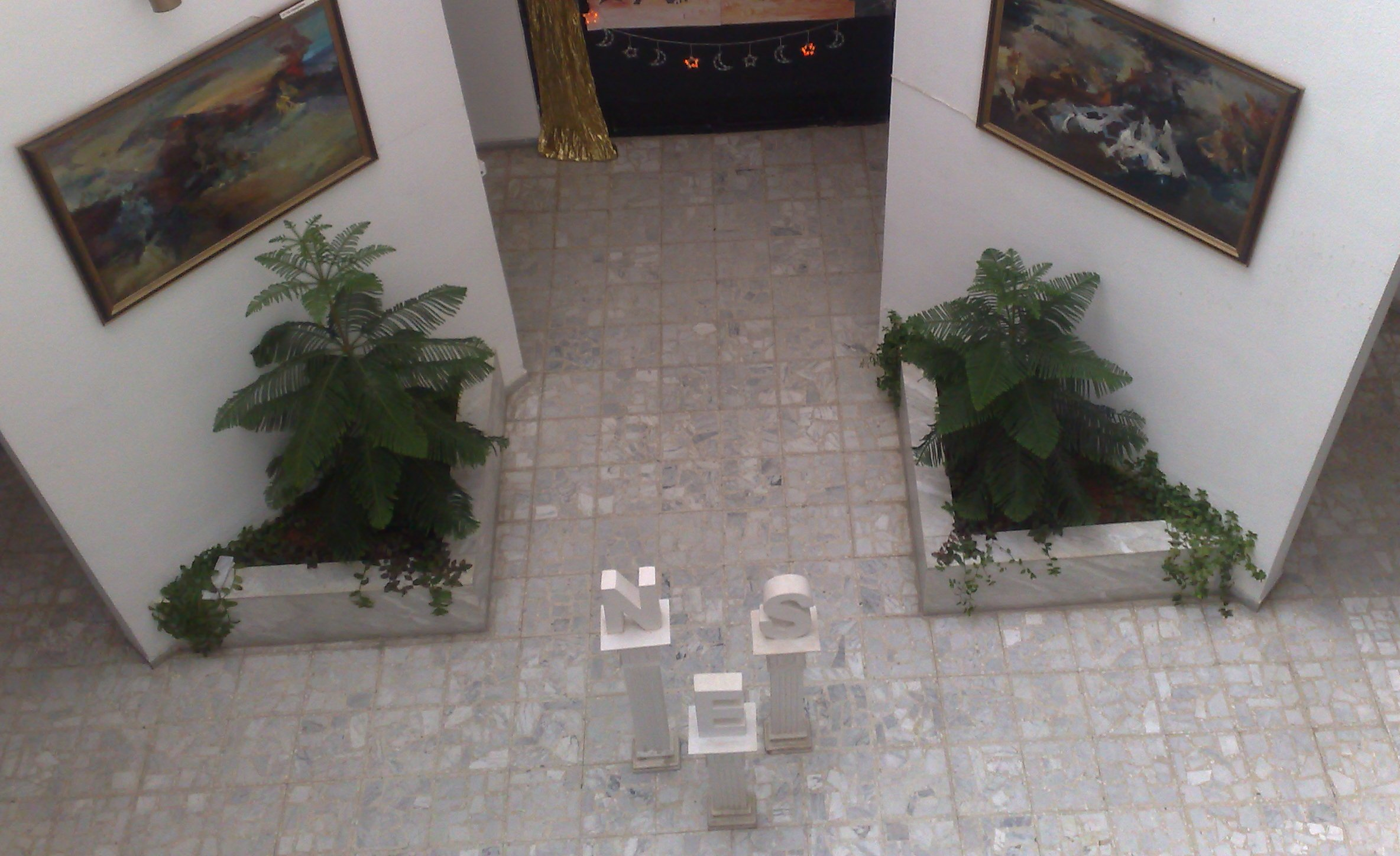
المدخل الرئيسي للمدرسة الإنجليزية الجديدة

و تشمل النوادي والأنشطة اللامنهجية المتوفرة في المدرسة على الكرة الطائرة وكرة القدم وكرة السلة والباليه واليوم الرياضي ونادي الوجبات المنزلية. ويتم تنظيم رحلات من مرحلة رياض الأطفال حتى الصف الثاني عشر. وتقوم المدرسة باستضافة العديد من المهرجانات والمناسبات الخاصة على مدار العام.
الأنشطة اللامنهجية، بما في ذلك الشطرنج ومسابقات الرياضات الجماعية ومجلس الطلاب والعلاقات العامة بالأضافة يخطط فريق، بالاشتراك مع مدير المدرسة، للرحلات والفعاليات الاجتماعية. 
يشرف القسم الفرنسي على الجولات السياحية إلى فرنسا.
يقيم قسم اللغة الإنجليزية مسابقة الكتابة وعرض النحل الإملائي السنوية.
يقوم قسم اللغة العربية في إدارة مسابقات وفعاليات في الكتابة بشكل منتظم.
يقوم قسم التربية البدنية بتدريب الطلاب على المنافسة في بطولات المدارس الخاصة.
يقوم قسم الفنون بادارة، بمساعدة طلاب الثانوية، ناديًا فنيًا نشطًا ومعرضًا فنيًا.
يتعاون قسم الموسيقى والدراما لتقديم المسرحيات الموسيقية والمسرحيات.
تقوم المدرسة بادارة نادي نموذج الامم المتحدة الخاص بها والذي يشارك في المؤتمرات المحلية والدولية. بما في ذلك PAMUN في باريس و THIMUN في لاهاي و نموذج الأمم المتحدة ‏ في جنيف.

## جوائز كامبريدج
الجوائز التي قامت المدرسة باستلامها من عام 2006 وللحاضر وقد تم استلامها لأجل IGCSE
1. ↑  "EX ORIENTE LUX translation". Special-dictionary.com. مؤرشف من الأصل في 2018-12-15. اطلع عليه بتاريخ 2016-03-05.
2. ↑  "Ex Oriente Lux". مؤرشف من الأصل في 2009-04-17. اطلع عليه بتاريخ 2009-06-29.
3. ↑  "New English School, Jordan - International Schools in Jordan". English-schools.org. مؤرشف من الأصل في 2021-04-22. اطلع عليه بتاريخ 2016-03-05.
4. ↑  New English School، Prospectus، مؤرشف من الأصل في 2005-02-05، اطلع عليه بتاريخ 2016-03-05
5. ↑  British Council. "Directory of Schools (New English School) (B)". مؤرشف من الأصل في 2007-11-29.
6. ↑  European Council of International Schools. "ECIS School Search (New English School)". مؤرشف من الأصل في 2012-02-24. اطلع عليه بتاريخ 2016-03-05.